# Juan Carlos Enríquez
Juan Carlos Enríquez (Zacatecas, México, 18 de septiembre de 1990) es un futbolista mexicano. Juega de delantero y su equipo actual es Mineros de Zacatecas del Ascenso MX.

## Carrera
Juan Carlos Enríquez debutó en primera división el 19 de marzo del 2011 ante el Monarcas Morelia.
Para el Torneo Apertura 2012 el jugador pasó a préstamo al Querétaro Fútbol Club.
En enero del 2013 firmó un contrato por 1 año con el CD FAS de la Primera División de El Salvador. En este torneo su equipo resultó subcampeón y después de esto, debido a constantes lesiones y baja de juego se decidió por terminar la relación con el club y Enríquez regresó al Santos Laguna donde no entró en planes y fue puesto en la lista de transferibles. Jugó como delantero del Ballenas Galeana. Solo estuvo 1 año. En 2014 regresó al fútbol con el equipo de los Tuzos de la Universidad Autónoma de Zacatecas, pero no pudo jugar la división dado que nació en el 90 y el límite era para los nacidos en el 89. Después de sus buenas actuaciones con el conjunto zacatecano, Mineros lo incorpora al club para el Apertura 2015.

## Clubes
| Club                  | País        | Año             |
| --------------------- | ----------- | --------------- |
| Santos Laguna         | México      | 2011 - 2012     |
| Querétaro Fútbol Club | México      | 2012            |
| CD FAS                | El Salvador | 2013            |
| Ballenas Galeana      | México      | 2013            |
| Tuzos de la UAZ       | México      | 2014 - 2015     |
| Mineros de Zacatecas  | México      | 2015 - 2016     |
| Loros de Colima       | México      | 2017            |
| Mineros de Zacatecas  | México      | 2017 - Presente |